# 469년

## 연호
- 유송(劉宋) 태시(泰始) 5년
- 북위(北魏) 황흥(皇興) 3년

## 기년
- 유송(劉宋) 명제(明帝) 5년
- 북위(北魏) 헌문제(獻文帝) 4년
- 신라(新羅) 자비 마립간(慈悲麻立干)12년
- 고구려(高句麗) 장수왕(長壽王) 57년
- 백제(百濟) 개로왕(盖鹵王) 15년